# Pausandra hirsuta
Pausandra hirsuta là một loài thực vật có hoa trong họ Đại kích. Loài này được Lanj. mô tả khoa học đầu tiên năm 1936.